# New South Wales Police Force
 (octobre 2019).
New South Wales Police Force est le principal organisme d'application de la loi de l'État de Nouvelle-Galles du Sud, en Australie. C'est un serviteur de la Couronne, indépendant du gouvernement, bien qu'un ministre de la Couronne ait une administration. Divisée en commandements de zone de police (PACs), pour les zones métropolitaines de la Nouvelle-Galles du Sud et les districts de police (PD), pour les régions et les régions rurales de la Nouvelle-Galles du Sud, la police de la Nouvelle-Galles du Sud se compose de plus de 500 postes de police locaux et couvre une superficie de 801 600 kilomètres carrés dans un État d'environ sept millions de personnes.